# Кингсбридж-роуд (линия Конкорс, Ай-эн-ди)
|     |   |   |     |   |   |     |
| · л | · | · | · э | · | · | · л |

|     |   |   |     |   |   |     |
| · л | · | · | · э | · | · | · л |

«Кингсбридж-роуд» (англ. Kingsbridge Road) — станция Нью-Йоркского метрополитена, расположенная на линии Конкорс, Ай-эн-ди. Станция находится в Бронксе, в округе Северный Бронкс, на пересечении Гранд-Конкорса с Восточной Кингсбридж-роуд. На станции останавливаются маршруты B (в часы пик) и D (круглосуточно). Экспресс-путь используется маршрутом D (в часы пик в пиковом направлении). Локальные пути используются маршрутами B (в часы пик) и D (круглосуточно, кроме часов пик в пиковом направлении).
На станции расположены две островные платформы и три пути: два боковых (локальных) и один центральный (экспресс-путь).
Станция имеет два мезонина, один над платформами, а другой под ними. Из верхнего мезонина, в северной части станции, выход ведёт на 196-ю улицу. Из нижнего, в южной части, — в тоннель, по которому основная часть Кингсбридж-роуд проходит под Гранд-Конкорс и под линией метро, и к боковым проездам Кингсбридж-роуд, поднимающимся на уровень Гранд-Конкорс. Выход к боковым проездам был в декабре 2014 года оборудован лифтами, один лифт соединяет мезонин с улицей, а ещё два — с обеими платформами.